# Rhynchostegium cylindritheca
Rhynchostegium cylindritheca är en bladmossart som beskrevs av Hugh Neville Dixon 1915. Rhynchostegium cylindritheca ingår i släktet näbbmossor, och familjen Brachytheciaceae. Inga underarter finns listade i Catalogue of Life.